# Ecaterina Szabó
Ecaterina Szabó, född den 22 januari 1968 i Zagon, är en rumänsk gymnast.
Szabó tog OS-guld i lagmångkampen, OS-guld i fristående, OS-guld i hopp, OS-guld i bom och OS-silver i mångkampen i samband med de olympiska gymnastiktävlingarna 1984 i Los Angeles.